# 周信
周信（1443年—？），字汝诚，福建福州府福清县人，明朝政治人物、進士出身。

## 生平
成化七年，福建辛卯乡试中舉。成化十四年，登戊戌科會試中進士，升任滁州知州，官至广西佥事。

## 家族
曾祖父周鐸。祖父周恒。父亲周綸。母陈氏。具庆下。娶李氏。